# The Black Cat!
The Black Cat! è un album di Gene Ammons, pubblicato dalla Prestige Records nel 1971. I brani furono registrati l'11 novembre 1970 al Van Gelder Studio di Englewood Cliffs, New Jersey (Stati Uniti).

## Tracce
Lato A
1. The Black Cat! – 5:34 (George Freeman)
2. Long Long Time – 4:25 (Gary White)
3. Piece to Keep Away Evil Spirits – 7:45 (Gene Easton)

Lato B
1. Jug Eyes – 8:03 (Gene Ammons)
2. Something – 3:15 (George Harrison)
3. Hi Ruth! – 5:05 (Gene Ammons)

## Musicisti
- Gene Ammons - sassofono tenore
- George Freeman - chitarra
- Harold Mabern - pianoforte
- Harold Mabern - pianoforte elettrico (brani: Long Long Time e Something)
- Ron Carter - contrabbasso
- Idris Muhammad - batteria
- Bill Fischer - conduttore musicale, arrangiamenti strumenti ad arco (violini) (A2 e B2)
- sconosciuti - nove violini (brani: A2 e B2)